# Elecciones generales de Italia de 2013
Las elecciones generales tuvieron lugar los días 24 y 25 de febrero de 2013 para determinar los 630 miembros de la Cámara de Diputados y los 315 miembros electos del Senado de la República para el 17° Parlamento de la República Italiana.
La alianza de centroizquierda Italia. Bien Común dirigida por el Partido Democrático obtuvo una clara mayoría de escaños en la Cámara de Diputados, gracias a un bono de la mayoría que efectivamente ha triplicado el número de escaños asignados a la fuerza ganadora, mientras que en el voto popular por poco derrotó a la alianza de centroderecha del ex primer ministro Silvio Berlusconi. Muy cerca, el nuevo antiestablishment Movimiento 5 Estrellas del comediante Beppe Grillo se convirtió en la tercera fuerza, claramente por delante de la coalición centrista del primer ministro saliente, Mario Monti. En el Senado, ningún grupo político o partido ganó una mayoría absoluta, lo que resultó en un parlamento colgado. Finalmente, se formó una gran coalición entre Italia. Bien Común, la coalición Berlusconi y el centro. Berlusconi y sus aliados retiraron el apoyo a la coalición y formaron la nueva Forza Italia seis meses después, lo que hizo que el PD de centroizquierda dominara la coalición del gobierno hasta las elecciones de 2018.

## Antecedentes
Después de la crisis de la deuda soberana europea, el primer ministro Silvio Berlusconi renunció a su cargo en noviembre de 2011. Fue reemplazado como primer ministro por el senador de por vida tecnocrático Mario Monti.
En diciembre de 2012, Berlusconi anunció su intención de presentarse como primer ministro por sexta vez. Poco después, su partido Pueblo de la Libertad (PdL), retiró el respaldo al gabinete de Monti y Monti anunció que renunciaría después de enviar el presupuesto anual al parlamento, lo que se esperaba para Navidad. La Constitución de Italia exige entonces que se celebren elecciones dentro de los 70 días de la disolución del parlamento por parte del presidente Giorgio Napolitano. La renuncia de Monti se produjo después de que él dijera que, luego de la retirada del PdL, "maduró la convicción de que no podríamos continuar así por más tiempo". y que no podía gobernar con una pérdida de apoyo para su plataforma.
Durante el mandato de Monti, Italia se había enfrentado a aumentos de impuestos y recortes de gastos estatales, así como a reformas destinadas a mejorar la competitividad de la economía italiana. Por otro lado, el líder parlamentario del partido PdL, Angelino Alfano, dijo al parlamento el 7 de diciembre que la deuda, el desempleo y las tasas impositivas de Italia habían aumentado en contraste con la economía desde que Monti fue elegido primer ministro. En aproximadamente un año desde que Monti asumió el cargo, el desempleo aumentó casi un dos por ciento. Previamente, Monti había dicho polémicamente a la creciente ola de desempleo juvenil que se olvidara de un trabajo estable de por vida, diciendo que era "monótono [de todos modos y] es agradable cambiar y asumir desafíos". También pidió cambios al Artículo 18 del Estatuto de los Trabajadores de 1970 que prohíbe a las empresas con más de 15 empleados despedir a un empleado sin una "causa justa", diciendo que "puede ser pernicioso para el crecimiento de Italia".
Se percibe que las mismas reformas y las políticas centradas en la austeridad que molestan a muchos italianos han mejorado la confianza internacional en Italia. Monti recibió el apoyo de otros líderes de la eurozona, como la alemana Angela Merkel y el expresidente francés Nicolas Sarkozy. El portavoz de Merkel, Georg Streiter, dijo que ella "siempre había trabajado bien" con Monti y que "tenía una relación de estima"; sin embargo, cuando se le preguntó acerca de Berlusconi, dijo que no le correspondía a él decidir sobre la política interna de otros países. El ministro de Finanzas alemán, Wolfgang Schäuble, agregó que no previó "ninguna desestabilización en la eurozona [pero] esperaba que [Italia] siguiera adelante respetando sus compromisos europeos". Como reacción, los mercados financieros cayeron en la especulación de una mayor inestabilidad; mientras que, específicamente, los rendimientos de los bonos italianos a 10 años subieron un 0,4% hasta alcanzar el 4,87% y el índice emblemático de la bolsa italiana cayó más de un 3,5%.

## Campaña

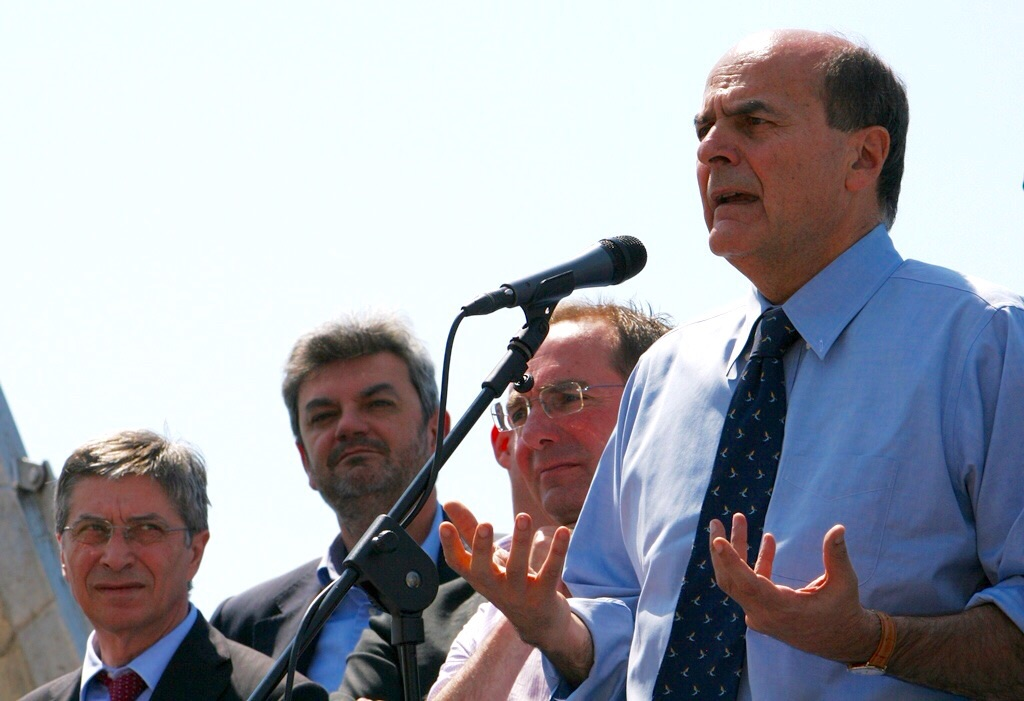
Pier Luigi Bersani con el presidente de Emilia-Romagna, Vasco Errani, durante la campaña electoral.

Desde el verano de 2012, una serie de partidos y movimientos del llamado "Tercer Polo" del espectro político, incluida la Unión del Centro (UdC) de Pier Ferdinando Casini, Futuro y Libertad (FLI) de Gianfranco Fini, Hacia la Tercera República (VTR) de Luca Cordero di Montezemolo, así como varios otros políticos tanto de PD como de PdL, presionaron para la participación directa de Mario Monti en una elección. La declaración de Monti de que renunciaría después de que se aprobara el presupuesto, fue sugerida por Reuters como indicativa de que busca postularse para un cargo.
Monti también dijo en una conferencia de prensa en Francia que el "populismo" era peligroso, y agregó que si no se aprueba el presupuesto "se agravaría la crisis del gobierno, también a nivel europeo" y que su renuncia sería "irrevocable". Los dos partidos más grandes en el parlamento, el PdL y el Partido Democrático (PD) dijeron que estarían dispuestos a trabajar juntos para agilizar la aprobación del presupuesto. El secretario de PD Pier Luigi Bersani dijo: "Frente a la irresponsabilidad del derecho que traicionó un compromiso que hizo hace un año ante todo el país... Monti respondió con un acto de dignidad que respetamos profundamente". El vicesecretario de PD Enrico Letta dijo sobre la retirada del PdL del gobierno de que "los mercados financieros juzgarán este último estallido de Berlusconi y ciertamente no lo juzgarán positivamente". Bersani había ganado las elecciones primarias de la centroizquierda poco antes de que el PdL se retirara del gobierno. Tras una derrota en la primaria, el alcalde de Florencia Matteo Renzi descartó un acercamiento, por escrito, del PdL de Berlusconi para unirse al partido durante la elección. En las semanas siguientes, tanto PD como Izquierda, Ecología y Libertad (SEL) anunciaron su intención de celebrar elecciones primarias para los candidatos a parlamentarios el 29 y 30 de diciembre.
La posibilidad de que Monti se involucrara directamente en las elecciones se consideró cada vez más probable después de la crisis del gobierno en diciembre de ese mismo año, ya que Monti fue invitado a una reunión del Partido Popular Europeo en la que también estuvo presente Berlusconi. Unos días más tarde, Monti publicó una agenda política para Italia, apodada la "agenda Monti", y la ofreció a todos los partidos políticos. Después de que el Tercer Polo acordó inmediatamente utilizarlo como su propia plataforma para las próximas elecciones, comenzaron las conversaciones sobre la participación directa de Monti como candidato a la presidencia. El 28 de diciembre de 2012, después de una reunión de 4 horas y después de ser apoyado públicamente en el periódico vaticano L'Osservatore Romano con respecto a una posible oferta, Monti anunció públicamente su candidatura como jefe del Tercer Polo, que se presentó en el Senado como un componente único provisionalmente denominado "Agenda de Monti" para Italia", y en la Cámara Baja como una coalición de varios componentes.
Berlusconi dijo que la plataforma en la que se presentaría su partido incluye la oposición al desempeño económico de Monti, que dijo que puso a Italia en una "espiral recesiva sin fin". También le dijo a los medios, al margen de la sesión de práctica del AC Milan (el club de fútbol que posee junto con Mediaset, el medio de comunicación más grande del país): "Participo para ganar. Para ganar, todos dijeron que tenía que haber un líder probado. No es que no hayamos buscado uno. Nosotros lo hicimos, y cómo! Pero no hay uno... Lo hago por sentido de responsabilidad". Berlusconi y el líder del Movimiento 5 Estrellas (M5S) Beppe Grillo criticaron la zona euro y la influencia de Alemania en la política europea. Grillo escribió que el italiano promedio "está literalmente aterrorizado por las perspectivas de cinco años más de gobierno similar a Monti".

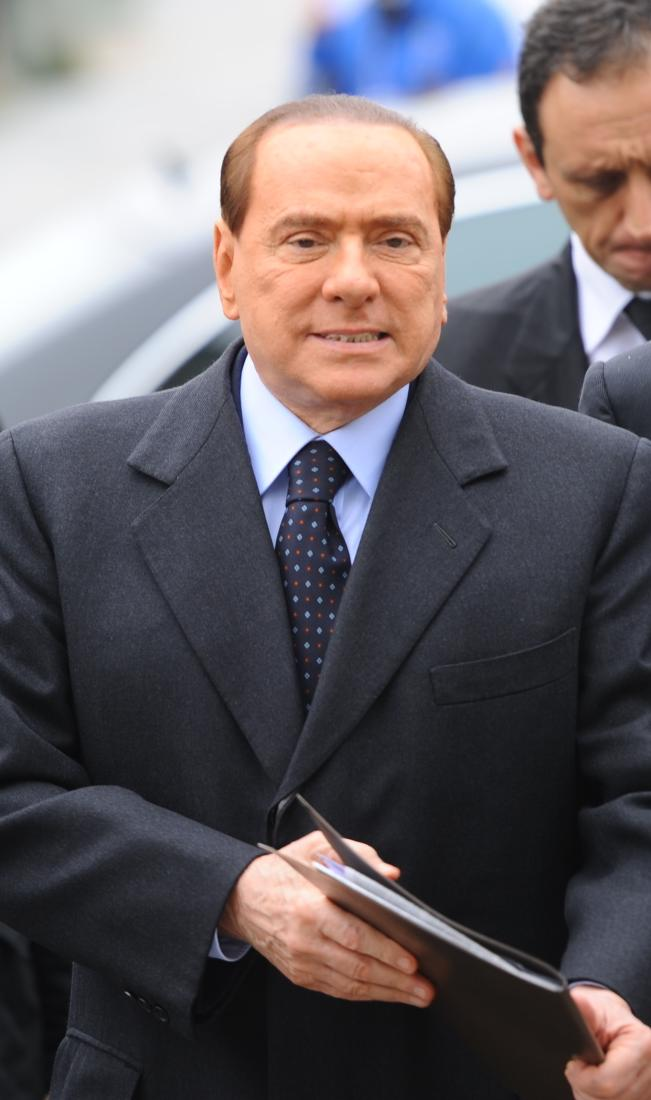
Silvio Berlusconi en 2012.

El 8 de diciembre de 2012, un nuevo partido político se formó alrededor de un grupo de expertos llamado "Fermare il Declino" (Detener el Declive), en una iniciativa del periodista económico Oscar Giannino y respaldado por varios economistas. El 19 de diciembre de 2012, se eligió el nombre "FARE por Fermare il Declino" ("HACER para Detener el Declive"), y se presentó una lista con Oscar Giannino como candidato a primer ministro. El programa del partido también se introdujo, lo que resulta bastante inspirador para reducir el papel del Estado en la economía, reducir la deuda nacional mediante la disposición de activos redundantes y proponer liberalizaciones y privatizaciones del mercado.
El 29 de diciembre de 2012, se formó una nueva coalición, Revolución Civil (RC), con el apoyo de Italia de los Valores (IdV), Movimiento Naranja (MA), Partido de la Refundación Comunista (PRC), Partido de los Comunistas Italianos (PdCI) y la Federación de los Verdes (FdV). Está dirigido por el famoso magistrado Antonio Ingroia y el alcalde de Nápoles Luigi de Magistris. El codirector de FdS, Paolo Ferrero, dijo que sería un "Cuarto Polo" que traería nuevas esperanzas para la izquierda. Revolución Civil intentó solicitar al M5S unirse a ellos, diciendo que "la puerta está abierta". Grillo, sin embargo, los rechazó, escribiendo en su blog "... ¿la puerta está abierta para M5S? Bien, gracias, pero cierra la puerta nuevamente, por favor".
El 7 de enero de 2013, Berlusconi anunció que había firmado un acuerdo de coalición con la Liga Norte (LN); como parte de ello, PdL apoyará la candidatura de Roberto Maroni para la presidencia de Lombardía, y se presentará como "líder de la coalición", pero sugirió que podría aceptar un rol como ministro de Economía bajo un gabinete encabezado por otro miembro del Pueblo de la Libertad, como Angelino Alfano. Más tarde ese día, el líder de LN Maroni confirmó que su partido no apoyará una nueva candidatura de Berlusconi como primer ministro en el caso de una victoria electoral.

## Sistema electoral
El sistema electoral había sido reformado por última vez por la Ley n.º 270, 21 de diciembre de 2005.
Cámara de Diputados
Para la elección de la cámara baja, todos los escaños de la Cámara de Diputados (excluyendo un diputado para la región del Valle de Aosta y doce diputados para los italianos que residen en el extranjero) se asignan en función del voto nacional en forma de representación proporcional por listas con una serie de umbrales que alientan a los partidos a formar coaliciones. Los votantes emiten un voto por una lista cerrada, lo que significa que no pueden expresar una preferencia por candidatos individuales.
Los partidos pueden optar por participar en coaliciones. Los escaños se asignan primero en función de los votos de la coalición, luego se dividen entre los partidos que pertenecen a la misma coalición por el método del resto mayor. Para garantizar una mayoría trabajadora, a la coalición o partido que obtiene una pluralidad del voto, pero menos de 340 escaños, se le asignan asientos adicionales para llegar a ese número, que es aproximadamente el 54% de todos los escaños.
La región autónoma del Valle de Aosta elige a un diputado a través de un sistema de representación directa. Los italianos en el exterior se dividen en cuatro distritos electorales, que eligen un total de doce escaños en función de la representación proporcional.
Senado
Para la elección a la cámara alta, se usa un sistema similar. Sin embargo, los resultados se basan en el voto regional, en lugar del nacional. Esto significa que a la coalición o partido que gana una pluralidad de votos en cada región se le garantiza la mayoría de los escaños asignados a esa región. Como este mecanismo se basa en la región, los partidos o coaliciones opuestas se pueden beneficiar de la bonificación mayoritaria en diferentes regiones. Por lo tanto, no garantiza a ningún partido o coalición una mayoría en el Senado.
Tres regiones tienen excepciones al sistema detallado anteriormente. En la región de Molise, que tiene dos escaños en el Senado, los escaños se asignan proporcionalmente, sin bonificación mayoritaria. La región del Valle de Aosta, que elige un senador, utiliza un sistema de representación directa. Finalmente, la región de Trentino-Tirol del Sur elige siete senadores con un sistema proporcional de miembros mixtos: seis senadores son elegidos en seis distritos electorales de un solo miembro, mientras que el séptimo se asigna a la lista más subrepresentada en función de los votos regionales.
Seis escaños en el Senado se asignan a los italianos que viven en el extranjero y se asignan utilizando el mismo sistema utilizado para la Cámara de Diputados.
Constitucionalidad
A fines de 2013, el Tribunal Constitucional de Italia declaró que esta ley electoral no cumplía con una serie de requisitos constitucionales. El sistema electoral de la Cámara de Diputados fue luego reformado por la Ley n.º 52, 6 de mayo de 2015 (comúnmente llamado Italicum).

## Encuestas de opinión

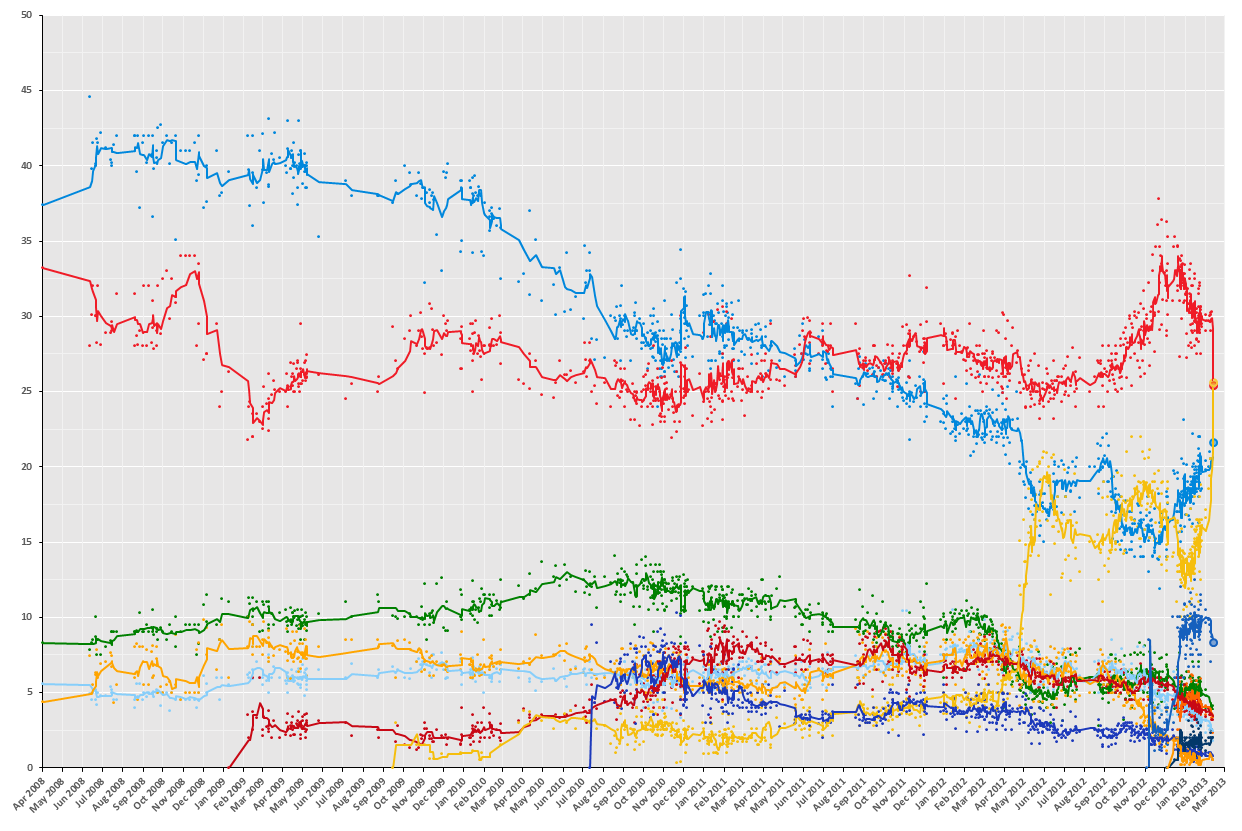
Línea de tendencia promedio de 6 puntos de los resultados de las encuestas desde el 14 de abril de 2008 al 25 de febrero de 2013, con cada línea corresponiendo a un partido político.
PdL
PD
LN
UdC
IdV
SEL
M5S
FLI
SC
FdI
CD
RC

## Principales coaliciones y partidos
| Coalición | Coalición                           | Partido                              | Partido                             | Ideología principal          | Líder              |
| --------- | ----------------------------------- | ------------------------------------ | ----------------------------------- | ---------------------------- | ------------------ |
|           | Italia. Bien Común                  |                                      | Partido Democrático (PD)            | Socialdemocracia/Progresismo | Pier Luigi Bersani |
|           | Italia. Bien Común                  | Izquierda Ecología Libertad (SEL)    | Socialismo democrático              | Nichi Vendola                |                    |
|           | Italia. Bien Común                  | Centro Democrático (CD)              | Centrismo                           | Bruno Tabacci                |                    |
|           | Italia. Bien Común                  | Partido Socialista Italiano (PSI)    | Socialdemocracia                    | Riccardo Nencini             |                    |
|           | Italia. Bien Común                  | Partido Popular Sudtirolés (SVP)     | Regionalismo/Democracia cristiana   | Luis Durnwalder              |                    |
|           | Italia. Bien Común                  | Unión por Trentino (UpT)             | Regionalismo                        | Lorenzo Dellai               |                    |
|           | Italia. Bien Común                  | Moderados (M)                        | Centrismo                           | Giacomo Portas               |                    |
|           | Italia. Bien Común                  | El Megáfono - Lista Crocetta (IM–LC) | Regionalismo/Progresismo            | Rosario Crocetta             |                    |
|           | Coalición de centroderecha          |                                      | El Pueblo de la Libertad (PdL)      | Conservadurismo liberal      | Silvio Berlusconi  |
|           | Coalición de centroderecha          | Liga Norte (LN)                      | Regionalismo/Populismo              | Roberto Maroni               |                    |
|           | Coalición de centroderecha          | Hermanos de Italia (FdI)             | Conservadurismo nacionalista        | Giorgia Meloni               |                    |
|           | Coalición de centroderecha          | La Derecha (LD)                      | Nacionalismo italiano               | Francesco Storace            |                    |
|           | Coalición de centroderecha          | Gran Sur (GS)                        | Regionalismo                        | Gianfranco Micciché          |                    |
|           | Coalición de centroderecha          | Movimiento por las Autonomías (MpA)  | Regionalismo                        | Raffaele Lombardo            |                    |
|           | Coalición de centroderecha          | Moderados en Revolución (MIR)        | Conservadurismo liberal             | Gianpiero Samorì             |                    |
|           | Coalición de centroderecha          | Acuerdo Popular (IP)                 | Democracia cristiana                | Giampiero Catone             |                    |
|           | Coalición de centroderecha          | Partido de los Pensionistas (PP)     | Intereses de los Pensionistas       | Carlo Fatuzzo                |                    |
|           | Movimiento 5 Estrellas (M5S)        | Movimiento 5 Estrellas (M5S)         | Movimiento 5 Estrellas (M5S)        | Populismo                    | Beppe Grillo       |
|           | Con Monti por Italia                |                                      | Elección Cívica (SC)                | Liberalismo/Centrismo        | Mario Monti        |
|           | Con Monti por Italia                | Unión de Centro (UdC)                | Democracia cristiana                | Pier Ferdinando Casini       |                    |
|           | Con Monti por Italia                | Futuro y Libertad (FLI)              | Conservadurismo                     | Gianfranco Fini              |                    |
|           | Revolución Civil (RC)               | Revolución Civil (RC)                | Revolución Civil (RC)               | Populismo de izquierda       | Antonio Ingroia    |
|           | Hacer para Detener el Declive (FiD) | Hacer para Detener el Declive (FiD)  | Hacer para Detener el Declive (FiD) | Liberalismo económico        | Oscar Giannino     |

### Principales líderes de coaliciones
| Retrato | Nombre | Nombre                      | Posición más reciente | Refs          |
| ------- | ------ | --------------------------- | --- | ------------- |
|         |        | Pier Luigi Bersani (1951– ) | Secretario del Partido Democrático (2009–en el cargo) Otras posicionesDiputado de la República Italiana (2006–en el cargo) Ministro de Desarrollo Económico (2006–2008) Ministro de Transporte y Navegación (1999–2001) Ministro de Industria, Comercio y Artesanía (1996–1999) Presidente de Emilia-Romaña (1993–1996)                            | [ 32 ] [ 33 ] |
|         |        | Silvio Berlusconi (1936– )  | Presidente del Consejo de Ministros de Italia (2008–2011) Otras posicionesDiputado de la República Italiana (1994–en el cargo) Presidente del Consejo de Ministros de Italia (1994–1995; 2001–2006) Presidente de El Pueblo de la Libertad (2009–en el cargo) Presidente de Forza Italia (1994–2009)                                               | [ 34 ] [ 35 ] |
|         |        | Beppe Grillo (1948– )       | Líder del Movimiento 5 Estrellas (2009–en el cargo) Otras posicionesNinguna | [ 36 ] [ 37 ] |
|         |        | Mario Monti (1943– )        | Presidente del Consejo de Ministros de Italia (2011–en el cargo) Otras posicionesPresidente de Elección Cívica (2013–en el cargo) Senador vitalicio (2011–en el cargo) Ministro de Economía y Finanzas (2011–2012) Comisario europeo de Competencia (1999–2004) Comisario europeo de Mercado Interior, Servicios, Aduanas y Fiscalidad (1995–1999) | [ 38 ] [ 39 ] |
|         |        | Antonio Ingroia (1959– )    | Líder de Revolución Civil (2012–en el cargo) Otras posicionesNinguna | [ 40 ] [ 41 ] |
|         |        | Oscar Giannino (1961– )     | Presidente de Hacer para Detener el Declive (2012–2013) Otras posicionesNinguna | [ 42 ] [ 43 ] |

## Resultados

### Cámara de Diputados

#### Resultados totales
|                                                          |                                                       |                                                       |                      |                      |                      |                |                |                |                          |                          |                          |                 |       |
| Partido o Coalición                                      | Partido o Coalición                                   | Partido o Coalición                                   | Italia (19 regiones) | Italia (19 regiones) | Italia (19 regiones) | Valle de Aosta | Valle de Aosta | Valle de Aosta | Italianos en el exterior | Italianos en el exterior | Italianos en el exterior | Escaños totales | +/–   |
| Partido o Coalición                                      | Partido o Coalición                                   | Partido o Coalición                                   | Votos                | %                    | Escaños              | Votos          | %              | Escaños        | Votos                    | %                        | Escaños                  | Escaños totales | +/–   |
|                                                          |                                                       | Partido Democrático (PD)                              | 8.646.034            | 25,43                | 292                  | —              | —              | 0              | 287.975                  | 29,30                    | 5                        | 297             | +80   |
|                                                          | Izquierda Ecología Libertad (SEL)                     | 1.089.231                                             | 3,20                 | 37                   | —                    | —              | 0              | 17.434         | 1,77                     | 0                        | 37                       | Nuevo           |       |
|                                                          | Centro Democrático (CD)                               | 167.328                                               | 0,49                 | 6                    | —                    | —              | 0              | —              | —                        | 0                        | 6                        | Nuevo           |       |
|                                                          | Partido Popular Sudtirolés (SVP)                      | 146.800                                               | 0,43                 | 5                    | —                    | —              | 0              | —              | —                        | 0                        | 5                        | +3              |       |
| Italia. Bien Común                                       | Italia. Bien Común                                    | 10.049.393                                            | 29,55                | 340                  | —                    | —              | 0              | 305.409        | 31.07                    | 5                        | 345                      | –               |       |
|                                                          |                                                       | El Pueblo de la Libertad (PdL)                        | 7.332.134            | 21,56                | 97                   | —              | —              | 0              | 145.751                  | 14,83                    | 1                        | 98              | −178  |
|                                                          | Liga Norte (LN)                                       | 1.390.534                                             | 4,09                 | 18                   | 2.384                | 3,29           | 0              | —              | —                        | 0                        | 18                       | −42             |       |
|                                                          | Hermanos de Italia (FdI)                              | 666.765                                               | 1,96                 | 9                    | 3.051                | 4,21           | 0              | —              | —                        | 0                        | 9                        | Nuevo           |       |
| Coalición de centroderecha                               | Coalición de centroderecha                            | 9.923.600                                             | 29.18                | 124                  | 5.435                | 7.50           | 0              | 145.751        | 14,83                    | 1                        | 125                      | –               |       |
|                                                          | Movimiento 5 Estrellas (M5S)                          | Movimiento 5 Estrellas (M5S)                          | 8.691.406            | 25,56                | 108                  | 13.403         | 18,50          | 0              | 95.173                   | 9,68                     | 1                        | 109             | Nuevo |
|                                                          |                                                       | Elección Cívica (SC)                                  | 2.823.842            | 8,30                 | 37                   | —              | —              | 0              | 181.041                  | 18,42                    | 2                        | 39              | Nuevo |
|                                                          | Unión de Centro (UdC)                                 | 608.321                                               | 1,79                 | 8                    | 1.355                | 1,87           | 0              | 8              | 181.041                  | 18,42                    | 2                        | −28             |       |
| Con Monti por Italia                                     | Con Monti por Italia                                  | 3.591.541                                             | 10.56                | 45                   | 1.355                | 1.87           | 0              | 181.041        | 18.42                    | 2                        | 47                       | –               |       |
|                                                          | Movimiento Asociativo Italianos en el Exterior (MAIE) | Movimiento Asociativo Italianos en el Exterior (MAIE) | —                    | —                    | 0                    | —              | —              | 0              | 140.868                  | 14,33                    | 2                        | 2               | +1    |
|                                                          | Unión Sudamericana Emigrantes Italianos (USEI)        | Unión Sudamericana Emigrantes Italianos (USEI)        | —                    | —                    | 0                    | —              | —              | 0              | 43.918                   | 4,47                     | 1                        | 1               | Nuevo |
|                                                          | Valle de Aosta (UV-SA-FA)                             | Valle de Aosta (UV-SA-FA)                             | —                    | —                    | 0                    | 18.376         | 25,36          | 1              | —                        | —                        | 0                        | 1               | +1    |
|                                                          | Otros Partidos                                        | Otros Partidos                                        | 1.749.815            | 6.15                 | 0                    | 33.867         | 46,77          | 0              | 70.721                   | 7.60                     | 0                        | 0               | –     |
|                                                          |                                                       |                                                       |                      |                      |                      |                |                |                |                          |                          |                          |                 |       |
| Votos válidos                                            | Votos válidos                                         | Votos válidos                                         | 34.005.755           | 96.42                |                      | 72.436         | 93.87          |                | 982.881                  | 89.03                    |                          |                 |       |
| Votos en blanco                                          | Votos en blanco                                       | Votos en blanco                                       | 395.279              | 1.12                 | 1.685                | 2.18           | 16.456         | 1.49           |                          |                          |                          |                 |       |
| Votos nulos                                              | Votos nulos                                           | Votos nulos                                           | 868.892              | 2.46                 | 3.048                | 3.95           | 104.652        | 9.48           |                          |                          |                          |                 |       |
| Total                                                    | Total                                                 | Total                                                 | 35.270.926           | 100.00               | 617                  | 77.169         | 100.00         | 1              | 1.103.989                | 100.00                   | 12                       | 630             | –     |
| Registrados/Participación                                | Registrados/Participación                             | Registrados/Participación                             | 46.905.154           | 75.20                | −5.31                | 100.277        | 76.96          | −2.23          | 3.494.687                | 31.59                    | −7.96                    |                 |       |
| Fuente: Departamento de Asuntos Internos y Territoriales |                                                       |                                                       |                      |                      |                      |                |                |                |                          |                          |                          |                 |       |

| \| Voto popular (Partido) \| Voto popular (Partido) \| Voto popular (Partido) \| Voto popular (Partido) \| Voto popular (Partido) \| \| ---------------------- \| ---------------------- \| ---------------------- \| ---------------------- \| ---------------------- \| \| Partidos \| Partidos \| \| % \| % \| \| M5S \| M5S \| \| 25.56 % \| 25.56 % \| \| PD \| PD \| \| 25.43 % \| 25.43 % \| \| PdL \| PdL \| \| 21.56 % \| 21.56 % \| \| SC \| SC \| \| 8.30 % \| 8.30 % \| \| LN \| LN \| \| 4.09 % \| 4.09 % \| \| SEL \| SEL \| \| 3.20 % \| 3.20 % \| \| RC \| RC \| \| 2.25 % \| 2.25 % \| \| FdI \| FdI \| \| 1.96 % \| 1.96 % \| \| UdC \| UdC \| \| 1.79 % \| 1.79 % \| \| FiD \| FiD \| \| 1.12 % \| 1.12 % \| \| Otros \| Otros \| \| 4.74 % \| 4.74 % \| |          |  |         |         |
| Voto popular (Partido) |          |  |         |         |
| Partidos | Partidos |  | %       | %       |
| M5S | M5S      |  | 25.56 % | 25.56 % |
| PD | PD       |  | 25.43 % | 25.43 % |
| PdL | PdL      |  | 21.56 % | 21.56 % |
| SC | SC       |  | 8.30 %  | 8.30 %  |
| LN | LN       |  | 4.09 %  | 4.09 %  |
| SEL | SEL      |  | 3.20 %  | 3.20 %  |
| RC | RC       |  | 2.25 %  | 2.25 %  |
| FdI | FdI      |  | 1.96 %  | 1.96 %  |
| UdC | UdC      |  | 1.79 %  | 1.79 %  |
| FiD | FiD      |  | 1.12 %  | 1.12 %  |
| Otros | Otros    |  | 4.74 %  | 4.74 %  |

| \| Voto popular (Coalición) \| Voto popular (Coalición) \| Voto popular (Coalición) \| Voto popular (Coalición) \| Voto popular (Coalición) \| \| ------------------------ \| ------------------------ \| ------------------------ \| ------------------------ \| ------------------------ \| \| Coaliciónes \| Coaliciónes \| \| % \| % \| \| IBC \| IBC \| \| 29.55 % \| 29.55 % \| \| CDX \| CDX \| \| 29.18 % \| 29.18 % \| \| M5S \| M5S \| \| 25.56 % \| 25.56 % \| \| Monti \| Monti \| \| 10.56 % \| 10.56 % \| \| RC \| RC \| \| 2.25 % \| 2.25 % \| \| FiD \| FiD \| \| 1.12 % \| 1.12 % \| \| Otros \| Otros \| \| 1.78 % \| 1.78 % \| |             |  |         |         |
| Voto popular (Coalición) |             |  |         |         |
| Coaliciónes | Coaliciónes |  | %       | %       |
| IBC | IBC         |  | 29.55 % | 29.55 % |
| CDX | CDX         |  | 29.18 % | 29.18 % |
| M5S | M5S         |  | 25.56 % | 25.56 % |
| Monti | Monti       |  | 10.56 % | 10.56 % |
| RC | RC          |  | 2.25 %  | 2.25 %  |
| FiD | FiD         |  | 1.12 %  | 1.12 %  |
| Otros | Otros       |  | 1.78 %  | 1.78 %  |

| \| Distribución de escaños (Coalición) \| Distribución de escaños (Coalición) \| Distribución de escaños (Coalición) \| Distribución de escaños (Coalición) \| Distribución de escaños (Coalición) \| \| ----------------------------------- \| ----------------------------------- \| ----------------------------------- \| ----------------------------------- \| ----------------------------------- \| \| Coaliciones \| Coaliciones \| \| % \| % \| \| IBC \| IBC \| \| 54.8 % \| 54.8 % \| \| CDX \| CDX \| \| 19.8 % \| 19.8 % \| \| M5S \| M5S \| \| 17.3 % \| 17.3 % \| \| Monti \| Monti \| \| 7.5 % \| 7.5 % \| \| Otros \| Otros \| \| 0.6 % \| 0.6 % \| |             |  |        |        |
| Distribución de escaños (Coalición) |             |  |        |        |
| Coaliciones | Coaliciones |  | %      | %      |
| IBC | IBC         |  | 54.8 % | 54.8 % |
| CDX | CDX         |  | 19.8 % | 19.8 % |
| M5S | M5S         |  | 17.3 % | 17.3 % |
| Monti | Monti       |  | 7.5 %  | 7.5 %  |
| Otros | Otros       |  | 0.6 %  | 0.6 %  |

#### Italia (19 regiones de 20)
| Coalición                             | Coalición                                          | Partido                                            | Partido                                            | Votos      | %     | Escaños |
| ------------------------------------- | -------------------------------------------------- | -------------------------------------------------- | -------------------------------------------------- | ---------- | ----- | ------- |
|                                       | Italia. Bien Común                                 |                                                    | Partido Democrático (PD)                           | 8.646.034  | 25,43 | 292     |
|                                       | Italia. Bien Común                                 | Izquierda Ecología Libertad (SEL)                  | 1.089.231                                          | 3,20       | 37    |         |
|                                       | Italia. Bien Común                                 | Centro Democrático (CD)                            | 167.328                                            | 0,49       | 6     |         |
|                                       | Italia. Bien Común                                 | Partido Popular Sudtirolés (SVP)                   | 146.800                                            | 0,43       | 5     |         |
| Total                                 | Total                                              | 10.049.393                                         | 29,55                                              | 340        |       |         |
|                                       | Coalición de centroderecha                         |                                                    | El Pueblo de la Libertad (PdL)                     | 7.332.134  | 21,56 | 97      |
|                                       | Coalición de centroderecha                         | Liga Norte (LN)                                    | 1.390.534                                          | 4,09       | 18    |         |
|                                       | Coalición de centroderecha                         | Hermanos de Italia (FdI)                           | 666.765                                            | 1,96       | 9     |         |
|                                       | Coalición de centroderecha                         | La Derecha (Destra)                                | 219.585                                            | 0,65       | 0     |         |
|                                       | Coalición de centroderecha                         | Gran Sur – MPA (GS–MPA)                            | 148.248                                            | 0,44       | 0     |         |
|                                       | Coalición de centroderecha                         | Moderados en Revolución (MIR)                      | 82.557                                             | 0,24       | 0     |         |
|                                       | Coalición de centroderecha                         | Partido de los Pensionistas (PP)                   | 54.418                                             | 0,16       | 0     |         |
|                                       | Coalición de centroderecha                         | Acuerdo Popular (IP)                               | 26.120                                             | 0,08       | 0     |         |
|                                       | Coalición de centroderecha                         | Libres por una Italia Justa (LIE)                  | 3.239                                              | 0,01       | 0     |         |
| Total                                 | Total                                              | 9.923.600                                          | 29,18                                              | 124        |       |         |
|                                       | Movimiento 5 Estrellas (M5S)                       | Movimiento 5 Estrellas (M5S)                       | Movimiento 5 Estrellas (M5S)                       | 8.691.406  | 25,56 | 108     |
|                                       | Con Monti por Italia                               |                                                    | Elección Cívica (SC)                               | 2.823.842  | 8,30  | 37      |
|                                       | Con Monti por Italia                               | Unión de Centro (UdC)                              | 608.321                                            | 1,79       | 8     |         |
|                                       | Con Monti por Italia                               | Futuro y Libertad (FLI)                            | 159.378                                            | 0,47       | 0     |         |
| Total                                 | Total                                              | 3.591.541                                          | 10,56                                              | 45         |       |         |
|                                       | Revolución Civil (RC)                              | Revolución Civil (RC)                              | Revolución Civil (RC)                              | 765.189    | 2,25  | 0       |
|                                       | Hacer para Detener el Declive (FFD)                | Hacer para Detener el Declive (FFD)                | Hacer para Detener el Declive (FFD)                | 380.044    | 1,12  | 0       |
|                                       | Fuerza Nueva (FN)                                  | Fuerza Nueva (FN)                                  | Fuerza Nueva (FN)                                  | 90.047     | 0,26  | 0       |
|                                       | Partido Comunista de los Trabajadores (PCL)        | Partido Comunista de los Trabajadores (PCL)        | Partido Comunista de los Trabajadores (PCL)        | 89.643     | 0,26  | 0       |
|                                       | Lista Amnistía Justicia Libertad (AGL)             | Lista Amnistía Justicia Libertad (AGL)             | Lista Amnistía Justicia Libertad (AGL)             | 65.022     | 0,19  | 0       |
|                                       | Die Freiheitlichen (DF)                            | Die Freiheitlichen (DF)                            | Die Freiheitlichen (DF)                            | 48.317     | 0,14  | 0       |
|                                       | CasaPound Italia (CPI)                             | CasaPound Italia (CPI)                             | CasaPound Italia (CPI)                             | 47.991     | 0,14  | 0       |
|                                       | Llama Tricolor (FT)                                | Llama Tricolor (FT)                                | Llama Tricolor (FT)                                | 44.408     | 0,13  | 0       |
|                                       | Amo Italia (ALI)                                   | Amo Italia (ALI)                                   | Amo Italia (ALI)                                   | 42.603     | 0,12  | 0       |
|                                       | Independencia Veneciana (IV)                       | Independencia Veneciana (IV)                       | Independencia Veneciana (IV)                       | 33.217     | 0,09  | 0       |
|                                       | Partido Liberal Italiano (PLI)                     | Partido Liberal Italiano (PLI)                     | Partido Liberal Italiano (PLI)                     | 27.964     | 0,08  | 0       |
|                                       | Partido Sardo de Acción (PSd'Az)                   | Partido Sardo de Acción (PSd'Az)                   | Partido Sardo de Acción (PSd'Az)                   | 18.592     | 0,05  | 0       |
|                                       | Liga Véneta Republicana (LVR)                      | Liga Véneta Republicana (LVR)                      | Liga Véneta Republicana (LVR)                      | 15.838     | 0,05  | 0       |
|                                       | Voto de Protesta                                   | Voto de Protesta                                   | Voto de Protesta                                   | 12.743     | 0,04  | 0       |
|                                       | Estado Véneto (VS)                                 | Estado Véneto (VS)                                 | Estado Véneto (VS)                                 | 11.398     | 0,03  | 0       |
|                                       | Reformistas Italianos (RI)                         | Reformistas Italianos (RI)                         | Reformistas Italianos (RI)                         | 8.248      | 0,02  | 0       |
|                                       | Independencia para Cerdeña (IpS)                   | Independencia para Cerdeña (IpS)                   | Independencia para Cerdeña (IpS)                   | 7.471      | 0,02  | 0       |
|                                       | Partido Republicano Italiano (PRI)                 | Partido Republicano Italiano (PRI)                 | Partido Republicano Italiano (PRI)                 | 6.910      | 0,02  | 0       |
|                                       | Movimiento Europeo Renacimiento de Cerdeña (MERIS) | Movimiento Europeo Renacimiento de Cerdeña (MERIS) | Movimiento Europeo Renacimiento de Cerdeña (MERIS) | 5.897      | 0,02  | 0       |
|                                       | Partido de la Alternativa Comunista (PdAC)         | Partido de la Alternativa Comunista (PdAC)         | Partido de la Alternativa Comunista (PdAC)         | 5.196      | 0,02  | 0       |
|                                       | Los Piratas                                        | Los Piratas                                        | Los Piratas                                        | 4.557      | 0,01  | 0       |
|                                       | Movimiento Proyecto Italia (MPI)                   | Movimiento Proyecto Italia (MPI)                   | Movimiento Proyecto Italia (MPI)                   | 3.957      | 0,01  | 0       |
|                                       | Refundación Mesiánica Italiana (RMI)               | Refundación Mesiánica Italiana (RMI)               | Refundación Mesiánica Italiana (RMI)               | 3.091      | 0,01  | 0       |
|                                       | Populares Unidos (PU)                              | Populares Unidos (PU)                              | Populares Unidos (PU)                              | 2.992      | 0,01  | 0       |
|                                       | Proyecto Nacional (PN)                             | Proyecto Nacional (PN)                             | Proyecto Nacional (PN)                             | 2.870      | 0,01  | 0       |
|                                       | Partido del Pensamiento y la Acción (PPA)          | Partido del Pensamiento y la Acción (PPA)          | Partido del Pensamiento y la Acción (PPA)          | 1.526      | 0,00  | 0       |
|                                       | Todos Juntos por Italia                            | Todos Juntos por Italia                            | Todos Juntos por Italia                            | 1.485      | 0,00  | 0       |
|                                       | Unión Popular (UP)                                 | Unión Popular (UP)                                 | Unión Popular (UP)                                 | 1.475      | 0,00  | 0       |
|                                       | Democracia Atea (DA)                               | Democracia Atea (DA)                               | Democracia Atea (DA)                               | 598        | 0,00  | 0       |
|                                       | Vástagos de Italia                                 | Vástagos de Italia                                 | Vástagos de Italia                                 | 586        | 0,00  | 0       |
| Votos válidos                         | Votos válidos                                      | Votos válidos                                      | Votos válidos                                      | 34.005.755 | 96,41 | –       |
| Votos inválidos/en blanco/sin asignar | Votos inválidos/en blanco/sin asignar              | Votos inválidos/en blanco/sin asignar              | Votos inválidos/en blanco/sin asignar              | 1.265.171  | 3,59  | –       |
| Total                                 | Total                                              | Total                                              | Total                                              | 35.270.926 | 100   | 617     |
| Votantes registrados/participación    | Votantes registrados/participación                 | Votantes registrados/participación                 | Votantes registrados/participación                 | 46.906.154 | 75,20 | –       |
| Fuente: Ministerio del Interior       |                                                    |                                                    |                                                    |            |       |         |

Notas
1. ↑  El partido en su lugar optó por ser parte de la coalición Monti en la "elección de la Cámara de Diputados"[45][46]
2. ↑  Incluye la Unión por Trentino (UPT) partido liderado por Lorenzo Dellai, quien decidió no presentar su propia lista para la coalición Monti, pero optó por ser una parte directa de la lista de Elección Cívica.[44] – solo para el Senado en: Trentino-Alto Adigio[nota 1]

#### Resultados por región (19 regiones de 20)
| Región               | Italia. Bien Común | Coalición de centroderecha | Movimiento 5 Estrellas | Con Monti por Italia | Revolución Civil | Otros |     |
| -------------------- | ------------------ | -------------------------- | ---------------------- | -------------------- | ---------------- | ----- | --- |
| Región               | Abruzos            | 26,2                       | 29,5                   | 29,9                 | 8,9              | 3,3   | 2,2 |
| Apulia               | 26,5               | 33,0                       | 25,5                   | 10,5                 | 2,4              | 2,1   |     |
| Basilicata           | 34,2               | 24,6                       | 24,3                   | 11,3                 | 2,4              | 3,2   |     |
| Calabria             | 28,3               | 30,2                       | 24,9                   | 10,5                 | 2,9              | 3,2   |     |
| Campania             | 26,0               | 35,6                       | 22,2                   | 11,3                 | 2,6              | 2,3   |     |
| Emilia-Romaña        | 40,2               | 20,9                       | 24,7                   | 9,3                  | 1,9              | 3,0   |     |
| Friuli-Venecia Julia | 27,5               | 28,0                       | 27,2                   | 12,9                 | 2,1              | 2,3   |     |
| Lacio                | 29,9               | 27,9                       | 28,1                   | 8,8                  | 2,6              | 2,7   |     |
| Liguria              | 31,1               | 23,0                       | 32,1                   | 9,9                  | 2,1              | 1,8   |     |
| Lombardía            | 28,2               | 35,7                       | 19,6                   | 12,1                 | 1,6              | 2,8   |     |
| Marcas               | 31,1               | 21,2                       | 32,1                   | 10,7                 | 2,2              | 2,7   |     |
| Molise               | 28,8               | 28,4                       | 27,7                   | 10,7                 | 3,4              | 1,0   |     |
| Piamonte             | 28,3               | 28,1                       | 27,5                   | 12,1                 | 2,1              | 1,9   |     |
| Cerdeña              | 29,5               | 23,7                       | 29,7                   | 9,4                  | 2,8              | 4,9   |     |
| Sicilia              | 21,4               | 31,3                       | 33,6                   | 8,6                  | 3,4              | 1,7   |     |
| Trentino-Alto Adigio | 35,6               | 15,9                       | 14,6                   | 13,9                 | 1,4              | 18,6  |     |
| Toscana              | 41,6               | 20,7                       | 24,0                   | 8,4                  | 2,7              | 2,6   |     |
| Umbría               | 35,6               | 24,3                       | 27,2                   | 9,6                  | 2,5              | 0,8   |     |
| Véneto               | 23,3               | 31,8                       | 26,3                   | 11,9                 | 1,3              | 5,4   |     |

#### Valle de Aosta
La región autónoma del Valle de Aosta, en el noroeste de Italia, elige a un miembro de la Cámara de Diputados a través de una elección directa. Algunos partidos que formaron coaliciones electorales en Italia, podrían haber optado por competir entre sí (o formar coaliciones diferentes) en esta región en particular.
| Candidato                             | Partido (o lista de coalición unificada) | Partido (o lista de coalición unificada) | Votos   | %     | Escaños |
| ------------------------------------- | ---------------------------------------- | ---------------------------------------- | ------- | ----- | ------- |
| Rudi Marguerettaz (SA)                |                                          | Coalición Valle de Aosta (UV-SA-FA)      | 18.376  | 25,37 | 1       |
| Laurent Viérin                        |                                          | Unión Valdostana Progresista (UVP)       | 18.191  | 25,11 | 0       |
| Jean Pierre Guichardaz                |                                          | Autonomía Libertad Democracia (ALD)      | 14.340  | 19,80 | 0       |
| Roberto Ugo Massimo Cognetta          |                                          | Movimiento 5 Estrellas (M5S)             | 13.403  | 18,50 | 0       |
| Giorgia Meloni                        |                                          | Hermanos de Italia (FdI)                 | 3.051   | 4,21  | 0       |
| Nicoletta Spelgatti                   |                                          | Liga Norte (LN)                          | 2.384   | 3,29  | 0       |
| Lucia Bringhen                        |                                          | Unión de Centro (UdC)                    | 1.355   | 1,87  | 0       |
| Fabrizio Buillet                      |                                          | Hacer para Detener el Declive (FFD)      | 748     | 1,03  | 0       |
| Andrea Ladu                           |                                          | CasaPound Italia (CPI)                   | 443     | 0,61  | 0       |
| Eros Campion                          |                                          | Nation Val d'Outa                        | 145     | 0,20  | 0       |
| Votos válidos                         | Votos válidos                            | Votos válidos                            | 72.436  | 93,87 | –       |
| Votos inválidos/en blanco/sin asignar | Votos inválidos/en blanco/sin asignar    | Votos inválidos/en blanco/sin asignar    | 4.733   | 6,13  | –       |
| Total                                 | Total                                    | Total                                    | 77.169  | 100   | 1       |
| Votantes registrados/participación    | Votantes registrados/participación       | Votantes registrados/participación       | 100.277 | 76,95 | –       |
| Fuente: Ministerio del Interior       |                                          |                                          |         |       |         |

#### Italianos en el exterior

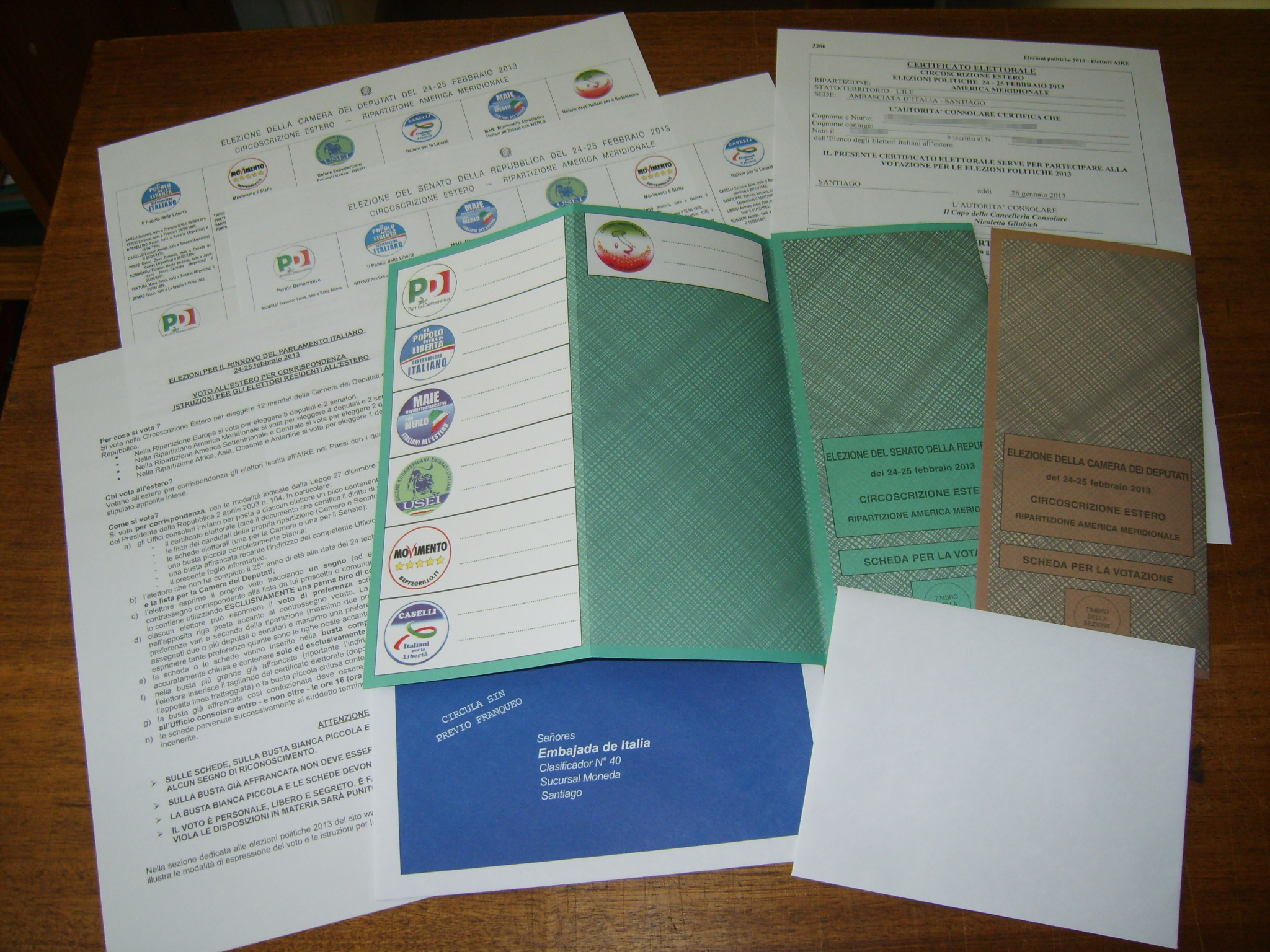
Paquete electoral enviado a un votante italiano en Sudamérica.

Doce miembros de la Cámara de Diputados son elegidos por italianos en el exterior. Se eligen dos miembros para América del Norte y América Central (incluida la mayoría del Caribe), tres miembros para América del Sur (incluida Trinidad y Tobago), seis miembros para Europa y un miembro para el resto del mundo (África, Asia y Oceanía y Antártida). Los votantes en estas regiones seleccionan listas de candidatos y también pueden emitir un voto de preferencia para candidatos individuales. Los asientos son asignados por representación proporcional.
La ley electoral permite que los partidos formen coaliciones diferentes en las listas en el extranjero, en comparación con las listas en Italia. En las elecciones de 2013, Izquierda Ecología Libertad utilizó esta libertad para proporcionar una lista como partido independiente, en lugar de estar disponibles como parte de la coalición continental con el Partido Democrático.
| Partido (o una lista de coalición unificada) | Partido (o una lista de coalición unificada)          | Votos     | %     | Escaños |
| -------------------------------------------- | ----------------------------------------------------- | --------- | ----- | ------- |
|                                              | Partido Democrático (PD)                              | 287.975   | 29,30 | 5       |
|                                              | Con Monti por Italia                                  | 181.041   | 18,42 | 2       |
|                                              | El Pueblo de la Libertad (PdL)                        | 145.751   | 14,83 | 1       |
|                                              | Movimiento Asociativo Italianos en el Exterior (MAIE) | 140.868   | 14,33 | 2       |
|                                              | Movimiento 5 Estrellas (M5S)                          | 95.173    | 9,68  | 1       |
|                                              | Unión Sudamericana Emigrantes Italianos (USEI)        | 43.918    | 4,47  | 1       |
|                                              | Italianos por la Libertad                             | 22.348    | 2,27  | 0       |
|                                              | Izquierda Ecología Libertad (SEL)                     | 17.434    | 1,77  | 0       |
|                                              | Revolución Civil (RC)                                 | 16.033    | 1,63  | 0       |
|                                              | Unión de Italianos por Sudamérica                     | 11.330    | 1,15  | 0       |
|                                              | Hacer para Detener el Declive (FFD)                   | 10.195    | 1,04  | 0       |
|                                              | Partido Comunista (PC)                                | 6.977     | 0,71  | 0       |
|                                              | Juntos por los Italianos                              | 3.838     | 0,39  | 0       |
| Votos válidos                                | Votos válidos                                         | 982.881   | 89,03 | –       |
| Votos inválidos/en blanco/sin asignar        | Votos inválidos/en blanco/sin asignar                 | 121.108   | 10,97 | –       |
| Total                                        | Total                                                 | 1.103.989 | 100   | 12      |
| Votantes registrados/participación           | Votantes registrados/participación                    | 3.494.687 | 31,59 | –       |
| Fuente: Ministerio del Interior              |                                                       |           |       |         |

Notas
1. ↑  Los 5 diputados del Partido Democrático fueron elegidos por las siguientes regiones: Europa (2), América del Norte y Central (1), América del Sur (1), mundo restante (1).[48]
2. ↑  Los 2 diputados de la coalición Monti fueron elegidos por las siguientes regiones: Europa (1), América del Norte y Central (1).[48]
3. ↑  El diputado de la coalición Berlusconi fue elegido por la siguiente región: Europa (1).[48]
4. ↑  Los 2 diputados de MAIE fueron elegidos por la siguiente región: América del Sur (2).[48]
5. ↑  El diputado del Movimiento 5 Estrellas fue elegido por la siguiente región: Europa (1).[48]
6. ↑  El diputado de USEI fue elegido por la siguiente región: América del Sur (1).[48]

### Senado de la República

#### Resultados totales
|                                                          |                                                       |                                                       |                      |                      |                      |                |                |                |                      |                      |                      |                          |                          |                          |                 |       |
| Partido o Coalición                                      | Partido o Coalición                                   | Partido o Coalición                                   | Italia (18 regiones) | Italia (18 regiones) | Italia (18 regiones) | Valle de Aosta | Valle de Aosta | Valle de Aosta | Trentino-Alto Adigio | Trentino-Alto Adigio | Trentino-Alto Adigio | Italianos en el exterior | Italianos en el exterior | Italianos en el exterior | Escaños totales | +/–   |
| Partido o Coalición                                      | Partido o Coalición                                   | Partido o Coalición                                   | Votos                | %                    | Escaños              | Votos          | %              | Escaños        | Votos                | %                    | Escaños              | Votos                    | %                        | Escaños                  | Escaños totales | +/–   |
|                                                          |                                                       | Partido Democrático (PD)                              | 8.400.851            | 27,44                | 105                  | —              | —              | 0              | 281.216              | 51,61                | 6                    | 274.732                  | 30,69                    | 4                        | 111             | −7    |
|                                                          | Izquierda Ecología Libertad (SEL)                     | 911.486                                               | 2,98                 | 7                    | —                    | —              | 0              | —              | 281.216              | 51,61                | 6                    | —                        | 0                        | 7                        | Nuevo           |       |
|                                                          | El Megáfono (Meg)                                     | 138.564                                               | 0,45                 | 1                    | —                    | —              | 0              | —              | 281.216              | 51,61                | 6                    | —                        | 0                        | 1                        | Nuevo           |       |
|                                                          | SVP – PATT – UPT                                      | —                                                     | —                    | 0                    | —                    | —              | 0              | —              | 281.216              | 51,61                | 6                    | —                        | 0                        | 4                        | ±0              |       |
| Italia. Bien Común                                       | Italia. Bien Común                                    | 9.685.437                                             | 31,63                | 113                  | —                    | —              | 0              | 281.216        | 51.61                | 6                    | 274.732              | 30.69                    | 4                        | 123                      | –               |       |
|                                                          |                                                       | El Pueblo de la Libertad (PdL)                        | 6.828.994            | 22,30                | 98                   | —              | —              | 0              | 85.297               | 15,66                | 1                    | 136.052                  | 15,20                    | 0                        | 98              | −49   |
|                                                          | Liga Norte (LN)                                       | 1.328.534                                             | 4,34                 | 17                   | 2.608                | 3,93           | 0              | —              | 85.297               | 15,66                | 1                    | —                        | 0                        | 18                       | −7              |       |
|                                                          | Gran Sur (GS)                                         | 122.262                                               | 0,40                 | 1                    | —                    | —              | 0              | —              | 85.297               | 15,66                | 1                    | —                        | 0                        | 1                        | Nuevo           |       |
| Coalición de centroderecha                               | Coalición de centroderecha                            | 9.405.652                                             | 30,72                | 116                  | 2.608                | 3.93           | 0              | 85.927         | 15.66                | 1                    | 136.052              | 15.20                    | 0                        | 117                      | –               |       |
|                                                          | Movimiento 5 Estrellas (M5S)                          | Movimiento 5 Estrellas (M5S)                          | 7.286.550            | 23,80                | 54                   | 13.760         | 20,71          | 0              | 82.499               | 15,14                | 0                    | 89.562                   | 10,01                    | 0                        | 54              | Nuevo |
|                                                          | Con Monti por Italia                                  | Con Monti por Italia                                  | 2.797.486            | 9,13                 | 18                   | 1.594          | 2,40           | 0              | 7.646                | 1,41                 | 0                    | 177.402                  | 19,80                    | 1                        | 19              | Nuevo |
|                                                          | Movimiento Asociativo Italianos en el Exterior (MAIE) | Movimiento Asociativo Italianos en el Exterior (MAIE) | —                    | —                    | 0                    | —              | —              | 0              | —                    | —                    | 0                    | 120.290                  | 13,44                    | 1                        | 1               | ±0    |
|                                                          | Valle de Aosta (UV-SA-FA)                             | Valle de Aosta (UV-SA-FA)                             | —                    | —                    | 0                    | 24.609         | 37,04          | 1              | —                    | —                    | 0                    | —                        | —                        | 0                        | 1               | ±0    |
|                                                          | Otros Partidos                                        | Otros Partidos                                        | 1.442.776            | 4.72                 | 0                    | 23.868         | 35,92          | 0              | 87.536               | 16.18                |                      | 97.121                   | 10,86                    |                          |                 |       |
|                                                          |                                                       |                                                       |                      |                      |                      |                |                |                |                      |                      |                      |                          |                          |                          |                 |       |
| Votos válidos                                            | Votos válidos                                         | Votos válidos                                         | 30.617.901           | 96.43                |                      | 66.439         | 92.60          |                | 544.824              | 94.31                |                      | 895.159                  | 88.63                    |                          |                 |       |
| Votos en blanco                                          | Votos en blanco                                       | Votos en blanco                                       | 369.301              | 1.16                 | 2.233                | 3.11           | 15.184         | 2.64           | 99.148               | 9.82                 |                      |                          |                          |                          |                 |       |
| Votos nulos                                              | Votos nulos                                           | Votos nulos                                           | 764.148              | 2.41                 | 3.047                | 4.25           | 15.267         | 2.65           | 15.614               | 1.55                 |                      |                          |                          |                          |                 |       |
| Total                                                    | Total                                                 | Total                                                 | 31.751.350           | 100.00               | 301                  | 71.719         | 100.00         | 1              | 575.275              | 100.00               | 7                    | 1.009.921                | 100.00                   | 6                        | 315             | –     |
| Registrados/Participación                                | Registrados/Participación                             | Registrados/Participación                             | 42.270.824           | 75.11                | −5.29                | 93.040         | 77.08          | −2.42          | 707.666              | 81.29                | −3.14                | 3.149.501                | 32.07                    | −8.25                    |                 |       |
| Fuente: Departamento de Asuntos Internos y Territoriales |                                                       |                                                       |                      |                      |                      |                |                |                |                      |                      |                      |                          |                          |                          |                 |       |

| \| Voto popular (Partido) \| Voto popular (Partido) \| Voto popular (Partido) \| Voto popular (Partido) \| Voto popular (Partido) \| \| ---------------------- \| ---------------------- \| ---------------------- \| ---------------------- \| ---------------------- \| \| Partidos \| Partidos \| \| % \| % \| \| PD \| PD \| \| 27.44 % \| 27.44 % \| \| M5S \| M5S \| \| 23.80 % \| 23.80 % \| \| PdL \| PdL \| \| 22.30 % \| 22.30 % \| \| Monti \| Monti \| \| 9.13 % \| 9.13 % \| \| LN \| LN \| \| 4.34 % \| 4.34 % \| \| SEL \| SEL \| \| 2.98 % \| 2.98 % \| \| FdI \| FdI \| \| 1.93 % \| 1.93 % \| \| RC \| RC \| \| 1.80 % \| 1.80 % \| \| Otros \| Otros \| \| 6.28 % \| 6.28 % \| |          |  |         |         |
| Voto popular (Partido) |          |  |         |         |
| Partidos | Partidos |  | %       | %       |
| PD | PD       |  | 27.44 % | 27.44 % |
| M5S | M5S      |  | 23.80 % | 23.80 % |
| PdL | PdL      |  | 22.30 % | 22.30 % |
| Monti | Monti    |  | 9.13 %  | 9.13 %  |
| LN | LN       |  | 4.34 %  | 4.34 %  |
| SEL | SEL      |  | 2.98 %  | 2.98 %  |
| FdI | FdI      |  | 1.93 %  | 1.93 %  |
| RC | RC       |  | 1.80 %  | 1.80 %  |
| Otros | Otros    |  | 6.28 %  | 6.28 %  |

| \| Voto popular (Coalición) \| Voto popular (Coalición) \| Voto popular (Coalición) \| Voto popular (Coalición) \| Voto popular (Coalición) \| \| ------------------------ \| ------------------------ \| ------------------------ \| ------------------------ \| ------------------------ \| \| Coaliciónes \| Coaliciónes \| \| % \| % \| \| IBC \| IBC \| \| 31.63 % \| 31.63 % \| \| CDX \| CDX \| \| 30.72 % \| 30.72 % \| \| M5S \| M5S \| \| 23.80 % \| 23.80 % \| \| Monti \| Monti \| \| 9.14 % \| 9.14 % \| \| Otros \| Otros \| \| 4.71 % \| 4.71 % \| |             |  |         |         |
| Voto popular (Coalición) |             |  |         |         |
| Coaliciónes | Coaliciónes |  | %       | %       |
| IBC | IBC         |  | 31.63 % | 31.63 % |
| CDX | CDX         |  | 30.72 % | 30.72 % |
| M5S | M5S         |  | 23.80 % | 23.80 % |
| Monti | Monti       |  | 9.14 %  | 9.14 %  |
| Otros | Otros       |  | 4.71 %  | 4.71 %  |

| \| Distribución de escaños (Coalición) \| Distribución de escaños (Coalición) \| Distribución de escaños (Coalición) \| Distribución de escaños (Coalición) \| Distribución de escaños (Coalición) \| \| ----------------------------------- \| ----------------------------------- \| ----------------------------------- \| ----------------------------------- \| ----------------------------------- \| \| Coaliciones \| Coaliciones \| \| % \| % \| \| IBC \| IBC \| \| 39.1 % \| 39.1 % \| \| CDX \| CDX \| \| 37.1 % \| 37.1 % \| \| M5S \| M5S \| \| 17.1 % \| 17.1 % \| \| Monti \| Monti \| \| 6.0 % \| 6.0 % \| \| Otros \| Otros \| \| 0.6 % \| 0.6 % \| |             |  |        |        |
| Distribución de escaños (Coalición) |             |  |        |        |
| Coaliciones | Coaliciones |  | %      | %      |
| IBC | IBC         |  | 39.1 % | 39.1 % |
| CDX | CDX         |  | 37.1 % | 37.1 % |
| M5S | M5S         |  | 17.1 % | 17.1 % |
| Monti | Monti       |  | 6.0 %  | 6.0 %  |
| Otros | Otros       |  | 0.6 %  | 0.6 %  |

#### Italia (18 regiones de 20)
| Coalición                             | Coalición                                              | Partido                                                | Partido                                                | Votos      | %     | Escaños |
| ------------------------------------- | ------------------------------------------------------ | ------------------------------------------------------ | ------------------------------------------------------ | ---------- | ----- | ------- |
|                                       | Italia. Bien Común                                     |                                                        | Partido Democrático (PD)                               | 8.400.851  | 27,44 | 105     |
|                                       | Italia. Bien Común                                     | Izquierda Ecología Libertad (SEL)                      | 911.486                                                | 2,98       | 7     |         |
|                                       | Italia. Bien Común                                     | Centro Democrático (CD)                                | 162.418                                                | 0,53       | 0     |         |
|                                       | Italia. Bien Común                                     | El Megáfono (Meg)                                      | 138.564                                                | 0,45       | 1     |         |
|                                       | Italia. Bien Común                                     | Partido Socialista Italiano (PSI)                      | 57.606                                                 | 0,19       | 0     |         |
|                                       | Italia. Bien Común                                     | Moderados (Mod)                                        | 14.512                                                 | 0,05       | 0     |         |
| Total                                 | Total                                                  | 9.685.437                                              | 31,63                                                  | 113        |       |         |
|                                       | Coalición de centroderecha                             |                                                        | El Pueblo de la Libertad (PdL)                         | 6.828.994  | 22,30 | 98      |
|                                       | Coalición de centroderecha                             | Liga Norte (LN)                                        | 1.328.534                                              | 4,34       | 17    |         |
|                                       | Coalición de centroderecha                             | Hermanos de Italia (FdI)                               | 590.645                                                | 1,93       | 0     |         |
|                                       | Coalición de centroderecha                             | La Derecha (Destra)                                    | 221.368                                                | 0,72       | 0     |         |
|                                       | Coalición de centroderecha                             | Partido de los Pensionistas (PP)                       | 123.237                                                | 0,40       | 0     |         |
|                                       | Coalición de centroderecha                             | Gran Sur (GS)                                          | 122.262                                                | 0,40       | 1     |         |
|                                       | Coalición de centroderecha                             | Moderados en Revolución (MIR)                          | 69.838                                                 | 0,23       | 0     |         |
|                                       | Coalición de centroderecha                             | Partido de los Sicilianos–MPA (PdS–MPA)                | 48.539                                                 | 0,16       | 0     |         |
|                                       | Coalición de centroderecha                             | Acuerdo Popular (IP)                                   | 24.870                                                 | 0,08       | 0     |         |
|                                       | Coalición de centroderecha                             | Cantiere Popolare (CP)                                 | 21.675                                                 | 0,07       | 0     |         |
|                                       | Coalición de centroderecha                             | Basta de Impuestos                                     | 19.202                                                 | 0,06       | 0     |         |
|                                       | Coalición de centroderecha                             | Libres por una Italia Justa (LIE)                      | 6.488                                                  | 0,02       | 0     |         |
| Total                                 | Total                                                  | 9.405.652                                              | 30,72                                                  | 116        |       |         |
|                                       | Movimiento 5 Estrellas (M5S)                           | Movimiento 5 Estrellas (M5S)                           | Movimiento 5 Estrellas (M5S)                           | 7.286.550  | 23,80 | 54      |
|                                       | Con Monti por Italia                                   | Con Monti por Italia                                   | Con Monti por Italia                                   | 2.797.734  | 9,14  | 18      |
|                                       | Revolución Civil (RC)                                  | Revolución Civil (RC)                                  | Revolución Civil (RC)                                  | 551.064    | 1,80  | 0       |
|                                       | Hacer para Detener el Declive (FFD)                    | Hacer para Detener el Declive (FFD)                    | Hacer para Detener el Declive (FFD)                    | 278.470    | 0,91  | 0       |
|                                       | Partido Comunista de los Trabajadores (PCL)            | Partido Comunista de los Trabajadores (PCL)            | Partido Comunista de los Trabajadores (PCL)            | 113.967    | 0,37  | 0       |
|                                       | Fuerza Nueva (FN)                                      | Fuerza Nueva (FN)                                      | Fuerza Nueva (FN)                                      | 81.578     | 0,27  | 0       |
|                                       | Lista Amnistía Justicia Libertad (AGL)                 | Lista Amnistía Justicia Libertad (AGL)                 | Lista Amnistía Justicia Libertad (AGL)                 | 63.074     | 0,21  | 0       |
|                                       | Llama Tricolor (FT)                                    | Llama Tricolor (FT)                                    | Llama Tricolor (FT)                                    | 52.060     | 0,17  | 0       |
|                                       | Amo Italia (ALI)                                       | Amo Italia (ALI)                                       | Amo Italia (ALI)                                       | 40.660     | 0,13  | 0       |
|                                       | CasaPound Italia (CPI)                                 | CasaPound Italia (CPI)                                 | CasaPound Italia (CPI)                                 | 40.716     | 0,13  | 0       |
|                                       | Independencia Veneciana (IV)                           | Independencia Veneciana (IV)                           | Independencia Veneciana (IV)                           | 29.690     | 0,10  | 0       |
|                                       | Liga Veneta Repubblica (LVR)                           | Liga Veneta Repubblica (LVR)                           | Liga Veneta Repubblica (LVR)                           | 20.361     | 0,07  | 0       |
|                                       | Coalición de Ottavio Pasqualucci                       |                                                        | Reducir a la mitad el salario de los políticos         | 7.965      | 0,03  | 0       |
|                                       | Coalición de Ottavio Pasqualucci                       | No al cierre de hospitales                             | 7.553                                                  | 0,02       | 0     |         |
|                                       | Coalición de Ottavio Pasqualucci                       | Larga vida a Italia                                    | 4.767                                                  | 0,02       | 0     |         |
| Total                                 | Total                                                  | 20.285                                                 | 0,07                                                   | 0          |       |         |
|                                       | Partido Sardo de Acción (PSd'Az)                       | Partido Sardo de Acción (PSd'Az)                       | Partido Sardo de Acción (PSd'Az)                       | 18.569     | 0,06  | 0       |
|                                       | Desarrollo de la Urbanidad Rural (CRS)                 | Desarrollo de la Urbanidad Rural (CRS)                 | Desarrollo de la Urbanidad Rural (CRS)                 | 13.955     | 0,05  | 0       |
|                                       | ¡Levántate Abruzzo!                                    | ¡Levántate Abruzzo!                                    | ¡Levántate Abruzzo!                                    | 11.821     | 0,04  | 0       |
|                                       | Partido Comunista Italiano Marxista-Leninista (PCIM-L) | Partido Comunista Italiano Marxista-Leninista (PCIM-L) | Partido Comunista Italiano Marxista-Leninista (PCIM-L) | 9.599      | 0,03  | 0       |
|                                       | Estado Véneto (VS)                                     | Estado Véneto (VS)                                     | Estado Véneto (VS)                                     | 8.973      | 0,03  | 0       |
|                                       | Partido Republicano Italiano (PRI)                     | Partido Republicano Italiano (PRI)                     | Partido Republicano Italiano (PRI)                     | 8.124      | 0,03  | 0       |
|                                       | Mujeres por Italia                                     | Mujeres por Italia                                     | Mujeres por Italia                                     | 7.610      | 0,02  | 0       |
|                                       | Independencia para Cerdeña (IpS)                       | Independencia para Cerdeña (IpS)                       | Independencia para Cerdeña (IpS)                       | 7.509      | 0,02  | 0       |
|                                       | Unión Padana (UP)                                      | Unión Padana (UP)                                      | Unión Padana (UP)                                      | 7.317      | 0,02  | 0       |
|                                       | Populares Unidos (PU)                                  | Populares Unidos (PU)                                  | Populares Unidos (PU)                                  | 6.584      | 0,02  | 0       |
|                                       | Los Piratas                                            | Los Piratas                                            | Los Piratas                                            | 6.252      | 0,02  | 0       |
|                                       | Reformistas Italianos (RI)                             | Reformistas Italianos (RI)                             | Reformistas Italianos (RI)                             | 5.916      | 0,02  | 0       |
|                                       | Movimiento Europeo Renacimiento de Cerdeña (MERIS)     | Movimiento Europeo Renacimiento de Cerdeña (MERIS)     | Movimiento Europeo Renacimiento de Cerdeña (MERIS)     | 5.770      | 0,02  | 0       |
|                                       | Partido de la Alternativa Comunista (PdAC)             | Partido de la Alternativa Comunista (PdAC)             | Partido de la Alternativa Comunista (PdAC)             | 5.185      | 0,02  | 0       |
|                                       | Partido de Acción para el Desarrollo (PAS)             | Partido de Acción para el Desarrollo (PAS)             | Partido de Acción para el Desarrollo (PAS)             | 4.742      | 0,02  | 0       |
|                                       | Proyecto Nacional (PN)                                 | Proyecto Nacional (PN)                                 | Proyecto Nacional (PN)                                 | 3.826      | 0,01  | 0       |
|                                       | La Base Cerdeña                                        | La Base Cerdeña                                        | La Base Cerdeña                                        | 3.383      | 0,01  | 0       |
|                                       | Todos Juntos por Italia                                | Todos Juntos por Italia                                | Todos Juntos por Italia                                | 3.092      | 0,01  | 0       |
|                                       | Refundación Mesiánica Italiana (RMI)                   | Refundación Mesiánica Italiana (RMI)                   | Refundación Mesiánica Italiana (RMI)                   | 2.698      | 0,01  | 0       |
|                                       | Movimiento EuroMujer                                   | Movimiento EuroMujer                                   | Movimiento EuroMujer                                   | 2.302      | 0,01  | 0       |
|                                       | Para Construir Democracia                              | Para Construir Democracia                              | Para Construir Democracia                              | 2.658      | 0,01  | 0       |
|                                       | Proyecto Movimiento Italia (MPI)                       | Proyecto Movimiento Italia (MPI)                       | Proyecto Movimiento Italia (MPI)                       | 1.441      | 0,00  | 0       |
|                                       | Partido del Sur (PdS)                                  | Partido del Sur (PdS)                                  | Partido del Sur (PdS)                                  | 1.263      | 0,00  | 0       |
|                                       | Movimiento Naturalista Italiano (MNI)                  | Movimiento Naturalista Italiano (MNI)                  | Movimiento Naturalista Italiano (MNI)                  | 1.131      | 0,00  | 0       |
|                                       | Comunidad Lucana                                       | Comunidad Lucana                                       | Comunidad Lucana                                       | 883        | 0,00  | 0       |
| Votos válidos                         | Votos válidos                                          | Votos válidos                                          | Votos válidos                                          | 30.617.901 | 96,43 | –       |
| Votos inválidos/en blanco/sin asignar | Votos inválidos/en blanco/sin asignar                  | Votos inválidos/en blanco/sin asignar                  | Votos inválidos/en blanco/sin asignar                  | 1.133.805  | 3,57  | –       |
| Total                                 | Total                                                  | Total                                                  | Total                                                  | 31.751.350 | 100   | 301     |
| Votantes registrados/participación    | Votantes registrados/participación                     | Votantes registrados/participación                     | Votantes registrados/participación                     | 42.270.824 | 75,11 | –       |
| Fuente: Ministerio del Interior       |                                                        |                                                        |                                                        |            |       |         |

#### Valle de Aosta
La región semiautónoma del Valle de Aosta, en el noroeste de Italia, elige a un miembro del Senado de la República a través de una elección directa. Algunos partidos que formaron coaliciones electorales en Italia, podrían haber optado por competir entre sí (o formar coaliciones diferentes) en esta región en particular.
| Candidato                             | Partido (o lista de coalición unificada) | Partido (o lista de coalición unificada) | Votos  | %     | Escaños |
| ------------------------------------- | ---------------------------------------- | ---------------------------------------- | ------ | ----- | ------- |
| Albert Lanièce (UV)                   |                                          | Coalición Valle de Aosta (UV-SA-FA)      | 24.609 | 37,04 | 1       |
| Patrizia Morelli                      |                                          | Autonomía Libertad Democracia (ALD)      | 20.430 | 30,75 | 0       |
| Stefano Ferrero                       |                                          | Movimiento 5 Estrellas (M5S)             | 13.760 | 20,71 | 0       |
| Sandra Maria Cane                     |                                          | Liga Norte (LN)                          | 2.608  | 3,93  | 0       |
| Paolo Dalbard                         |                                          | La Derecha (Destra)                      | 2014   | 3,03  | 0       |
| Luigi Bracci                          |                                          | Unión de Centro (UdC)                    | 1.594  | 2,40  | 0       |
| Enrico Martial                        |                                          | Hacer para Detener el Declive (FFD)      | 814    | 1.23  | 0       |
| Vilma Margaria                        |                                          | CasaPound Italia (CPI)                   | 424    | 0,64  | 0       |
| Giovanni Battista Mascia              |                                          | Nation Val d'Outa                        | 186    | 0,28  | 0       |
| Votos válidos                         | Votos válidos                            | Votos válidos                            | 66.439 | 92,64 | –       |
| Votos inválidos/en blanco/sin asignar | Votos inválidos/en blanco/sin asignar    | Votos inválidos/en blanco/sin asignar    | 5.280  | 7,36  | –       |
| Total                                 | Total                                    | Total                                    | 71.719 | 100   | 1       |
| Votantes registrados/participación    | Votantes registrados/participación       | Votantes registrados/participación       | 93.040 | 77,08 | –       |
| Fuente: Ministerio del Interior       |                                          |                                          |        |       |         |

#### Trentino-Alto Adigio/Tirol del Sur
La región semiautónoma de Trentino-Alto Adigio, en el norte de Italia, incluido el Tirol del Sur, elige siete miembros para el Senado italiano a través de sus seis distritos electorales. Cada circunscripción elige a un senador por elección directa, mientras que el séptimo puesto atribuido a la región es ocupado por la parte menos representada en función del resultado regional general (sistema proporcional de miembros mixtos). Algunos partidos que formaron coaliciones electorales en Italia, podrían haber optado por competir entre sí (o formar coaliciones diferentes) en esta región en particular.
| Partido (o una lista de coalición unificada) | Partido (o una lista de coalición unificada)                                            | Votos   | %     | Escaños |
| -------------------------------------------- | --------------------------------------------------------------------------------------- | ------- | ----- | ------- |
|                                              | SVP – PATT – PD – UPT (solo en Trento)                                                  | 127.655 | 23,43 | 3       |
|                                              | Partido Popular Sudtirolés (SVP) (solo en las circunscripciones de Brixen y Merano)     | 97.141  | 17,83 | 2       |
|                                              | El Pueblo de la Libertad – Liga Norte (PdL–LN)                                          | 85.297  | 15,66 | 1       |
|                                              | Movimiento 5 Estrellas (M5S)                                                            | 82.499  | 15,14 | 0       |
|                                              | PD – SVP (solo en la circunscripción de Bolzano)                                        | 47.623  | 8,74  | 1       |
|                                              | Die Freiheitlichen (DF) (solo en Tirol del Sur)                                         | 42.084  | 7,72  | 0       |
|                                              | Verdes (VGV) (solo en las circunscripciones de Brixen y Merano)                         | 12.808  | 2,35  | 0       |
|                                              | Revolución Civil (RC)                                                                   | 11.262  | 2,07  | 0       |
|                                              | Partido Democrático (PD) (solo en las circunscripciones de Brixen y Merano)             | 8.797   | 1,61  | 0       |
|                                              | Hacer para Detener el Declive (FFD) (solo en la circunscripción de Bolzano y en Trento) | 8.795   | 1,61  | 0       |
|                                              | Con Monti por Italia (solo en las circunscripciones de Brixen y Merano)                 | 7.646   | 1,41  | 0       |
|                                              | Alto Adigio en el Corazón (AAC)                                                         | 4.672   | 0,86  | 0       |
|                                              | Moderados en Revolución (MIR) (solo en Trento)                                          | 3.414   | 0,63  | 0       |
|                                              | Hermanos de Italia (FdI) (solo en la circunscripción de Bolzano)                        | 2.365   | 0,43  | 0       |
|                                              | La Derecha (Destra) (solo en Tirol del Sur)                                             | 1.181   | 0,22  | 0       |
|                                              | CasaPound Italia (CPI) (solo en la circunscripción de Bolzano)                          | 1.159   | 0,21  | 0       |
|                                              | Partido por Todos (solo en la circunscripción de Bolzano)                               | 426     | 0,08  | 0       |
| Votos válidos                                | Votos válidos                                                                           | 544.824 | 94,71 | –       |
| Votos inválidos/en blanco/sin asignar        | Votos inválidos/en blanco/sin asignar                                                   | 30.451  | 5,29  | –       |
| Total                                        | Total                                                                                   | 575.275 | 100   | 7       |
| Votantes registrados/participación           | Votantes registrados/participación                                                      | 707.666 | 81,29 | –       |
| Fuente: Ministerio del Interior              |                                                                                         |         |       |         |

#### Italianos en el exterior
Seis miembros del Senado son elegidos por italianos en el exterior. Un miembro es elegido para América del Norte y América Central (incluida la mayoría del Caribe), dos miembros para América del Sur (incluido Trinidad y Tobago), dos miembros para Europa y un miembro para el resto del mundo (África, Asia, Oceanía, y Antártida). Los votantes en estas regiones seleccionan listas de candidatos y también pueden emitir un voto de preferencia para candidatos individuales. Los escaños son asignados por representación proporcional.
La ley electoral permite a los partidos formar otras coaliciones electorales en las listas en el extranjero, en comparación con las listas en Italia. En la lista electoral del Senado de 2013, todos los partidos se incluyeron de manera independiente sin formar coaliciones. Ninguno de los partidos no estaba en coaliciones internas en el continente; entonces, en 2013, la situación electoral en el extranjero en realidad no fue diferente en comparación con la situación electoral en el continente.
| Partido (o una lista de coalición unificada) | Partido (o una lista de coalición unificada)          | Votos     | %     | Escaños |
| -------------------------------------------- | ----------------------------------------------------- | --------- | ----- | ------- |
|                                              | Partido Democrático (PD)                              | 274.732   | 30,69 | 4       |
|                                              | Con Monti por Italia                                  | 177.402   | 19,82 | 1       |
|                                              | El Pueblo de la Libertad (PdL)                        | 136.052   | 15,20 | 0       |
|                                              | Movimiento Asociativo Italianos en el Exterior (MAIE) | 120.290   | 13,44 | 1       |
|                                              | Movimiento 5 Estrellas (M5S)                          | 89.562    | 10,01 | 0       |
|                                              | Unión Sudamericana Emigrantes Italianos (USEI)        | 38.223    | 4,27  | 0       |
|                                              | Italianos por la Libertad                             | 15.260    | 1,70  | 0       |
|                                              | Revolución Civil (RC)                                 | 14.134    | 1,58  | 0       |
|                                              | Unión de Italianos por Sudamérica                     | 10.881    | 1,21  | 0       |
|                                              | Hacer para Detener el Declive (FFD)                   | 7.892     | 0,88  | 0       |
|                                              | Partido Comunista (PC)                                | 7.578     | 0,85  | 0       |
|                                              | Juntos por los Italianos                              | 3.223     | 0,36  | 0       |
| Votos válidos                                | Votos válidos                                         | 895.159   | 88,64 | –       |
| Votos inválidos/en blanco/sin asignar        | Votos inválidos/en blanco/sin asignar                 | 114.762   | 11,36 | –       |
| Total                                        | Total                                                 | 1.009.921 | 100   | 6       |
| Votantes registrados/participación           | Votantes registrados/participación                    | 3.149.501 | 32,07 | –       |
| Fuente: Ministerio del Interior              |                                                       |           |       |         |

Notas
1. ↑  Los 4 senadores del Partido Democrático fueron elegidos por las siguientes regiones: Europa (1), América del Norte y Central (1), América del Sur (1), mundo restante (1).[54]
2. ↑  Aldo Di Biagio, el senador de la coalición Monti (FLI) fue elegido por la siguiente región: Europa (1).[54]
3. ↑  El senador de MAIE fue elegido por la siguiente región: América del Sur (1).[54]

#### Resultados por región
| Región                   | Coaliciones                     | Coaliciones    | Coaliciones      | Coaliciones | Coaliciones | Ganador de la Bonificación de la mayoría | Senadores |  |     |    |
| Región                   |                                 |                |                  |             | Otros       | Ganador de la Bonificación de la mayoría | Senadores |  |     |    |
| ------------------------ | ------------------------------- | -------------- | ---------------- | ----------- | ----------- | ---------------------------------------- | --------- |  | --- | -- |
| Región                   | Lombardía                       | 11 (PD)        | 16 (PdL) 11 (LN) | 7 (M5S)     | 4 (Monti)   | Ganador de la Bonificación de la mayoría | Senadores |  | CDX | 49 |
| Campania                 | 5 (PD) 1 (SEL)                  | 16 (PdL)       | 5 (M5S)          | 2 (Monti)   |             | CDX                                      | 29        |  |     |    |
| Lacio                    | 14 (PD) 2 (SEL)                 | 6 (PdL)        | 6 (M5S)          |             |             | IBC                                      | 28        |  |     |    |
| Sicilia                  | 4 (PD) 1 (IM-LC)                | 14 (PdL)       | 6 (M5S)          |             |             | CDX                                      | 25        |  |     |    |
| Véneto                   | 4 (PD)                          | 9 (PdL) 5 (LN) | 4 (M5S)          | 2 (Monti)   |             | CDX                                      | 24        |  |     |    |
| Piamonte                 | 13 (PD)                         | 3 (PdL) 1 (LN) | 3 (M5S)          | 2 (Monti)   |             | IBC                                      | 22        |  |     |    |
| Emilia-Romaña            | 13 (PD)                         | 4 (PdL)        | 4 (M5S)          | 1 (Monti)   |             | IBC                                      | 22        |  |     |    |
| Apulia                   | 3 (PD) 1 (SEL)                  | 11 (PdL)       | 4 (M5S)          | 1 (Monti)   |             | CDX                                      | 20        |  |     |    |
| Toscana                  | 9 (PD) 1 (SEL)                  | 3 (PdL)        | 4 (M5S)          | 1 (Monti)   |             | IBC                                      | 18        |  |     |    |
| Calabria                 | 2 (PD)                          | 5 (PdL) 1 (GS) | 2 (M5S)          |             |             | CDX                                      | 10        |  |     |    |
| Cerdeña                  | 4 (PD) 1 (SEL)                  | 1 (PdL)        | 2 (M5S)          |             |             | IBC                                      | 8         |  |     |    |
| Liguria                  | 5 (PD)                          | 1 (PdL)        | 1 (M5S)          | 1 (Monti)   |             | IBC                                      | 8         |  |     |    |
| Marcas                   | 5 (PD)                          | 1 (PdL)        | 1 (M5S)          | 1 (Monti)   |             | IBC                                      | 8         |  |     |    |
| Abruzos                  | 1 (PD)                          | 4 (PdL)        | 2 (M5S)          |             |             | CDX                                      | 7         |  |     |    |
| Friul-Venecia Julia      | 4 (PD)                          | 1 (PdL)        | 1 (M5S)          | 1 (Monti)   |             | IBC                                      | 7         |  |     |    |
| Trentino-Alto Adigio     | 3 (SVP–PATT –PD–UPT) 1 (PD–SVP) | 1 (PdL)        |                  |             | 2 (SVP)     | N/A                                      | 7         |  |     |    |
| Umbría                   | 4 (PD)                          | 1 (PdL)        | 1 (M5S)          | 1 (Monti)   |             | IBC                                      | 7         |  |     |    |
| Basilicata               | 3 (PD) 1 (SEL)                  | 1 (PdL)        | 1 (M5S)          | 1 (Monti)   |             | IBC                                      | 7         |  |     |    |
| Molise                   | 1 (PD)                          | 1 (PdL)        |                  |             |             | N/A                                      | 2         |  |     |    |
| Valle de Aosta           |                                 |                |                  |             | 1 (VA)      | N/A                                      | 1         |  |     |    |
| Italianos en el exterior | 4 (PD)                          |                |                  | 1 (Monti)   | 1 (MAIE)    | N/A                                      | 6         |  |     |    |
| Total                    | 121                             | 117            | 54               | 19          | 4           |                                          | 315       |  |     |    |

## Reacciones
En la mayor parte del resto de Europa, Bersani habría tenido un apoyo más que suficiente para formar un gobierno por derecho propio, ya que Italia Bien Común obtuvo una mayoría decisiva en la Cámara de Diputados. Sin embargo, en Italia, a diferencia de la mayoría de las demás democracias parlamentarias, la Cámara de Diputados y el Senado tienen el mismo poder. Por lo tanto, los gobiernos deben mantener la confianza de ambas cámaras y exigir una mayoría en ambas cámaras para aprobar la legislación. Como Italia Bien Común tenía 35 escaños menos que la mayoría en el Senado, no podía formar gobierno por sí solo. Bersani dijo que Italia estaba en una "situación dramática". Las acciones italianas y globales cayeron a medida que el resultado se hizo evidente, con el valor del euro también cayendo. Los fuertes resultados de los partidos antiausteridad se interpretaron como una oposición popular a las medidas de austeridad del gobierno de Monti, y se consideró que el populista Movimiento 5 Estrellas había tenido una elección fuerte. Los analistas no estaban seguros de cómo se comportaría este nuevo partido en la legislatura.
El 26 de febrero, La Repubblica publicó el titular "Impulso para Grillo: Italia ingobernable", mientras que Il Giornale describió el resultado de Berlusconi como un milagro. Il Messaggero declaró que "El ganador es la ingobernabilidad".

## Formación del gobierno

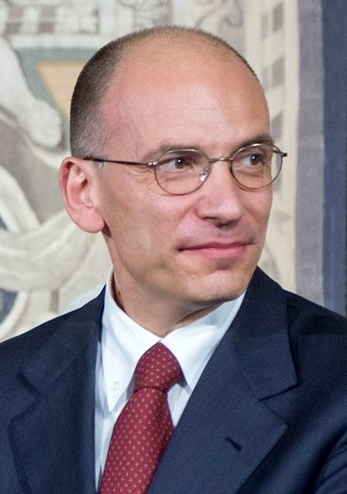
Enrico Letta en 2013.

Se esperaba que las conversaciones formales para formar un nuevo gobierno comenzasen el 10 de marzo con la confirmación oficial de los resultados y la convocatoria del parlamento. La tarea de la formación inmediatamente resultó difícil debido a la ausencia de una clara mayoría en el Senado, con Giorgio Napolitano incapaz de disolver el Parlamento debido a restricciones constitucionales que prohibían que un presidente lo hiciera durante los últimos seis meses de su mandato.
El 22 de marzo, después de la elección de los presidentes de las cámaras Laura Boldrini y Piero Grasso, y después de dos días de consultas con todos los grupos parlamentarios, Napolitano designó a Pier Luigi Bersani para la tarea de formar un nuevo gobierno. Bersani inmediatamente descartó la posibilidad de una gran coalición con la coalición de derecha de Berlusconi, y en cambio trató de formar un gobierno minoritario apoyado por el Movimiento 5 Estrellas. El 28 de marzo, después de conversaciones formales con Napolitano, Bersani admitió que no había ninguna posibilidad de formar un gobierno como ese. Ante los problemas para formar una coalición mayoritaria, Napolitano decidió formar directamente dos comisiones informales bipartidistas con la tarea de acordar una serie de reformas compartidas.
Al mismo tiempo, se convocó una nueva elección presidencial para el 18 de abril. Sin embargo, la falta de una clara mayoría resultó ser problemática también en este escenario, ya que las primeras cinco boletas no pudieron elegir a un candidato. El Partido Democrático se dividió en varias facciones debido a conflictos internos que involucraron el apoyo de los candidatos del partido Franco Marini y Romano Prodi, lo que llevó a la renuncia de Bersani como líder del partido. En la sexta votación, en un movimiento sin precedentes, Napolitano fue elegido para un segundo mandato como presidente italiano.[cita requerida]
Sucesivamente, Napolitano comenzó nuevamente las conversaciones y el 24 de abril designó al vicesecretario del Partido Democrático, Enrico Letta, como primer ministro designado el 28 de abril, anunció que había logrado formar una gran coalición de su Partido Democrático con el Pueblo de la Libertad, la Elección Cívica, la Unión del Centro y los Radicales que tomarían posesión y buscarían un voto de confianza al día siguiente. El mismo día de la juramentación, un pistolero abrió fuego contra la oficina del primer ministro en el Palacio Chigi, hiriendo a dos policías. Letta dijo al parlamento en su discurso inaugural: "Italia está muriendo solo de austeridad. Las políticas de crecimiento no pueden esperar". Agregó que no se impondrá un impuesto a la propiedad y que se está trabajando en un sistema "más justo" para los menos pudientes. También ganó el voto de confianza por 453 votos a 153.

## Literatura
- Diamanti, Ilvo (2013). Un salto nel voto: ritratto politico dell'Italia di oggi (en italiano). Roma: Laterza. ISBN 9788858109090.
- Segatti, Paolo (2014), «The Italian election of February 2013: A temporary shock or a harbinger of a new party system»,  en Beretta, Silvio; Berkofsky, Axel; Rugge, Fabio, eds., Italy and Japan: how similar are they?: A comparative analysis of politics, economics, and international relations, Perspectives in Business Culture (en inglés), Milan: Springer, pp. 121-136, ISBN 9788847025677, doi:10.1007/978-88-470-2568-4_8.. Preview of chapter.
- Galasso, Vincenzo; Nannicini, Tommaso (Diciembre de 2015). «So closed: political selection in proportional systems». European Journal of Political Economy (en inglés) (Elsevier) 40 (B): 260-273. doi:10.1016/j.ejpoleco.2015.04.008. (Utiliza datos de las elecciones generales italianas de 2013.)